# Nuno-Mogue (Ort)
Nuno-Mogue (Nunu-Mogue, Nonomogue) ist eine osttimoresische Siedlung im Suco Nuno-Mogue (Verwaltungsamt Hato-Udo, Gemeinde Ainaro).
Das Dorf liegt im Aldeia Hato-Seraquei, auf einer Meereshöhe von 900 m. Die Siedlung gruppiert sich entlang des südlichen Teils der Überlandstraße von Ainaro nach Dili, die den Süden der Aldeia durchquert. Westlich fließt der Gourete, ein Nebenfluss des Belulik. Östlich vom Dorf Nuno-Mogue befindet sich das Dorf Nuno-Mogue-Lau, südwestlich im Suco Manutaci, das Dorf Mantilu.